# Banca timpului
Banca Timpului (engl. Time Banking) cunoscut ca și Schimb de Servicii sau Schimb de Timp este un sistem economic alternativ ce folosește ca monedă Timpul.
Băncile Timpului onorează darurile unice, talentele și resursele pe care fiecare om le are de oferit, fără discriminări privind vârstă, religie, specializare profesoinală. Este muncă făcută cu drag și bucurie.
În general fiecare Bancă de date a Timpului are un site unde sunt publicate informații generale ale comunității, motor de cautare pentru servicii: cereri și oferte, forum de discuții pentru membrii.
Astăzi, 26 de țări au active Bănci pentru Timp. Există 108 Bănci Timp active în Marea Britanie și 53 recunoscute oficial în Statele Unite ale Americii.

## Principiul
În esență Banca Timpului, înseamnă schimb de servicii plătite cu Timp. Oferi Timp o oră să ajuți pe cineva în comunitatea ta și câștigi o oră credit(Timp) ce se înregistrează în Banca de date a Timpului înființată de comunitatea ta. Acea oră câștigata o folosești să plătești pe cineva de la care ai nevoie de anumite servicii. O bancă de timp poate fi, teoretic, o coală de hârtie pe care se ține evidența creditelor Timp ale locuitorilor comunității însă profitând de evoluția curentă sistemul este gestionat prin intermediul bazelor de date informatice.
Este o idee simpla pentru un sistem economic alternativ ce facilitează construirea unor comunități stabile, unite bazate pe reciprocitate, calități/talente, aprecierea muncii, rețele sociale, egalitate, respect. Schimbul de servicii favorizează conectarea oamenilor, comunităților, împlinirea nevoilor și accelerează dezvoltarea; toate în același timp. 
De exemplu O mamica are copilul bolnav, medicul îl viziteaza și în loc să fie platit în bani acesta primeste o filă de CEC valorând 1 oră. Cu aceasta filă, medicul va plăti unui profesor meditațile, acesta la randul sau va plăti casnica ce îl ajută la menajul din casă, sau la pensionarul care îi face cumpărăturile, sau îi duce copilul la școală. Pensionarul va preda fila de CEC primită medicului care îl consultă. Astfel cercul se închide și toți își rezolvă problemele fără să fie nevoie de bani.

## Valorile fundamentale
Valorile fundamentale a comunităților ce folosesc sistemul bancar al Timpului sunt:

### Calități
Toată lumea are calități, talente, valoare de oferit. Toți pot contribui.

### Redefinirea muncii
Unele servicii sunt dincolo de un preț.
Munca trebuie redefinită ca valoare fie că îți crești copii sănătoși, clădești familii unite, puternice, revitalizezi vecinii, faci democrația să funcționeze, faci planeta mai curată acea muncă trebuie să fie onorată, înregistrată și recompensată.

### Reciprocitatea
Ajutorul funcționează mult mai eficient când se desfășoară îm ambele sensuri. 
Întrebarea "Cum pot să te ajut?" trebuie să o schimbăm în " Cum ne putem ajuta reciproc că să clădim lumea în care trăim amândoi?"

### Rețelele sociale
Rețele sociale sunt necesare. Avem nevoie unul de celălalt.
Rețelele sunt mai puternice decât indivizi separați. Oameni care se ajută reciproc rețes comunități ce se autosusțin, cu o fundație solidă, stabilă bazată pe încredere, relații reciproc benefice.

### Respect
Respect pentru toate ființele umane.
Respectul presupune libertate de exprimare, libertate religioasă, și orice valoare a noastră. Respectul este inima democraței. Când respectul este negat cuiva, toată lumea este rănită. Trebuie să respectăm starea în care se află oamenii în acest moment, și nu cea care sperăm noi că o vor avea în viitor.

## Origini și filozofie
Potrivit autorului său, Edgar Cahn, Bancile Timpului au avut prins rădăcini într-un moment în care "banii pentru programe sociale au secat" și nici o abordare a servicilor sociale în SUA n-a venit cu moduri creative de a rezolva problemă. El va scrie mai târziu că "americanii se confruntă cu cel puțin trei seturi de probleme interconectate: inegalitate în creștere din cauza lipsei de acces a celor din partea de jos la bunuri și servicii de bază, creșterea problemelor sociale care decurg din necesitatea de a reconstrui familii, cartiere și comunitați; precum și o deziluzie prin creștere programelor publice proiectate pentru a aborda aceste probleme ". El a văzut un deficit în abordarea folosită de majoritatea organizaților de servicii sociale fiindcă vedeau oamenii pe care încearcă să-i ajute doar în termeni de nevoile lor, spre deosebire de o abordare bazată pe calitați, resurse active, pe faptul că toată lumea poate contribui pentru comunitate. El a teoretizat că un sistem ca "Timpul bancar" ar putea reconstrui infrastructura încrederii și îngrijirii, întărind familile și comunitățile. El a sperat ca acest sistem ar permite persoanelor și comunităților să: se autosusțină armonios, în abundență, să se izoleze de la capriciile a politicii și să valorifice capacitatea individuală a fiecărei persoane.